# CWKS Resovia
CWKS Resovia ist ein polnischer Sportverein aus Rzeszów in der Woiwodschaft Karpatenvorland. Der 1905 gegründete Verein war einer der ersten polnischen Fußballvereine neben den Klubs aus Lemberg und Krakau und gilt als der älteste auf heutigem polnischen Staatsgebiet gegründete noch existierende Fußballverein, obwohl dies von manchen Fachleuten angezweifelt wird, die den Verein KS Cracovia als den ältesten Verein ansehen.

## Fußballabteilung
1905 existierte in Rzeszów eine Fußballmannschaft, die sich nacheinander Czerwono-Czarni, Championy und Resovia nannte. 1909 wurde diese Mannschaft unter dem Namen Resovia offiziell eingetragen.

### Erfolge
- Lemberger Bezirksmeisterschaft: 1937
- Polnischer Fußballpokal: Halbfinale 1981

## Volleyballabteilung
Die Volleyballer von Resovia spielen unter dem Namen Asseco Resovia Rzeszów in der Polnischen Volleyball-Liga.
Im Februar 2008 qualifizierte sich der Verein für das Final Four Turnier im Challenge Cup. In der Saison 2010/11 spielten die Männer mit Neuzugang Georg Grozer junior sehr erfolgreich im CEV-Pokal und erreichte das Halbfinale. 2011/12 erreichte man sogar das Finale des CEV-Pokals und wurde nach 37-jähriger Pause wieder Polnischer Meister. 2013 konnte man die Meisterschaft mit Hilfe von Jochen Schöps erfolgreich verteidigen.

### Erfolge
- Polnischer Volleyballmeister: 1971, 1972, 1974, 1975, 2012, 2013, 2015
- Polnischer Volleyballpokal: 1975, 1978, 1983, 1987
- Vereinsweltmeisterschaft: 2. Platz 1974
- Champions League: 2. Platz 1973, 4. Platz 1976, 2. Platz 2015, 4. Platz 2016, Halbfinale 2018
- CEV-Pokal: 3. Platz 1974 (Pokal der Pokalsieger), Halbfinale 2011, 2. Platz 2012, 1. Platz 2024
- Challenge Cup: 4. Platz 1987 (CEV-Pokal), 4. Platz 2008

## Basketballabteilung
Die Basketballer wurden 1975 polnischer Basketballmeister. Im Titelrennen setzte man sich gegen Wisla Krakau durch und nahm als Meister im Jahr darauf an der Qualifikation zum Europapokal der Landesmeister teil, wo sich Resovia allerdings nicht durchsetzen konnte. In der Saison 1977/78 folgte noch eine Teilnahme am Korać-Cup.

### Erfolge
- Polnischer Meister: 1975